# Alex (nome)
Alex è un nome proprio di persona maschile e femminile proprio di diverse lingue.

## Varianti
Maschili
- Catalano: Àlex[1]
- Ceco: Aleš[1]
- Croato: Aleksa
- Esperanto: Aleĉjo[1]
- Francese: Alex[1]
- Inglese: Alex[1], Alec[1]
- Italiano: Alex
- Olandese: Alex[1]
- Portoghese: Alex[1]
- Polacco: Olek[1]
- Serbo: Алекса (Aleksa)
- Slovacco: Aleš[1]
- Sloveno: Aleks[1], Aleš[1]
- Spagnolo: Álex
- Tedesco: Alex[1]

Femminili
- Croato: Aleksa
- Inglese: Alex[1], Alyx[1], Alexa[1], Aleksa, Alexina[1]
- Italiano: Alessa[2]
- Olandese: Alex[1]
- Serbo: Алекса (Aleksa)
- Sloveno: Aleksa

## Origine e diffusione
Si tratta di un ipocoristico di Alexander e Alexandra, o, più raramente, di altri nomi che cominciano con Alex-, come Alexis. Di genere perlopiù maschile, in tempi recenti se ne riscontra un certo uso anche in italiano.

## Onomastico
L'onomastico ricorre lo stesso giorno del nome di cui costituisce un'abbreviazione.

## Persone

### Maschile

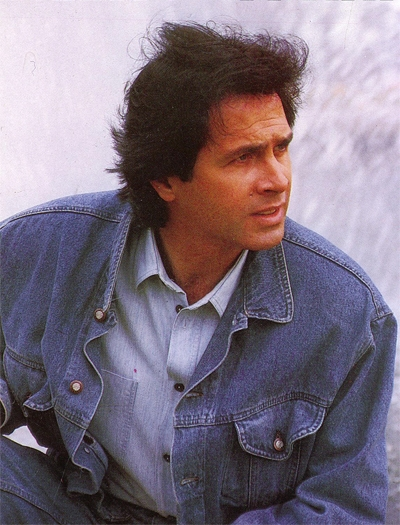
Alex Damiani

- Alex Damiani, cantante e attore italiano
- Alex De Angelis, pilota motociclistico sammarinese
- Alex Lawther, attore britannico
- Alex Lifeson, chitarrista e compositore canadese
- Alex Lloyd, cantautore australiano
- Alex Moroder, attivista italiano
- Alex North, compositore statunitense
- Alex Schwazer, marciatore italiano
- Alex Teixeira, calciatore brasiliano

### Variante maschile Álex
- Álex Abrines, cestista spagnolo

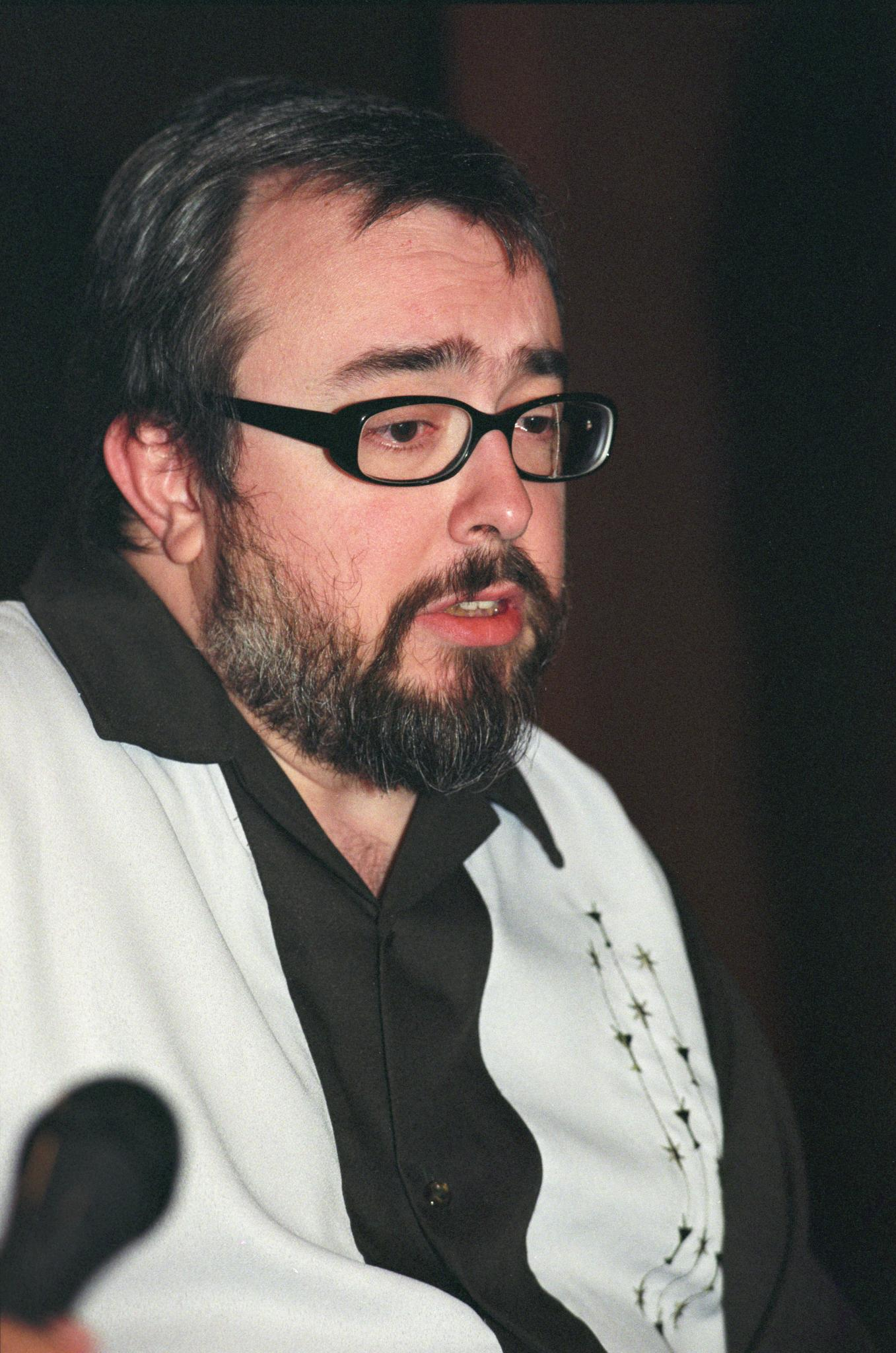
Álex de la Iglesia

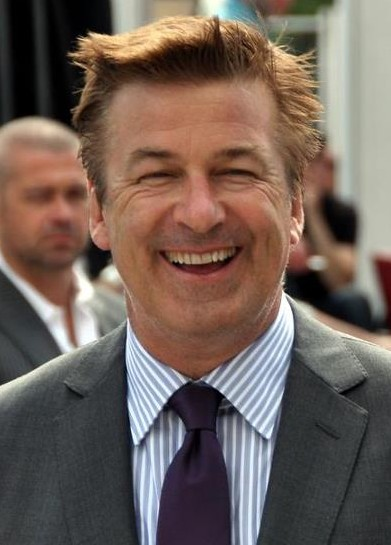
Alec Baldwin

- Álex Aguinaga, calciatore ecuadoriano
- Álex Barahona, attore spagnolo
- Álex Barrera, cestista spagnolo
- Álex Bergantiños, calciatore spagnolo
- Álex da Rosa, calciatore brasiliano naturalizzato boliviano
- Álex de la Iglesia, regista e sceneggiatore spagnolo
- Álex Falcón, cestista portoricano
- Álex Hernández, cestista spagnolo
- Álex Llorca, cestista spagnolo
- Álex Mumbrú, cestista spagnolo
- Álex Pineda Chacón, calciatore honduregno
- Álex Rins, pilota motociclistico spagnolo
- Álex Somoza, calciatore andorrano
- Álex Ubago, cantautore spagnolo
- Álex Urtasun, cestista spagnolo

### Variante maschile Alec
- Alec Baldwin, attore statunitense
- Alec Burks, cestista statunitense

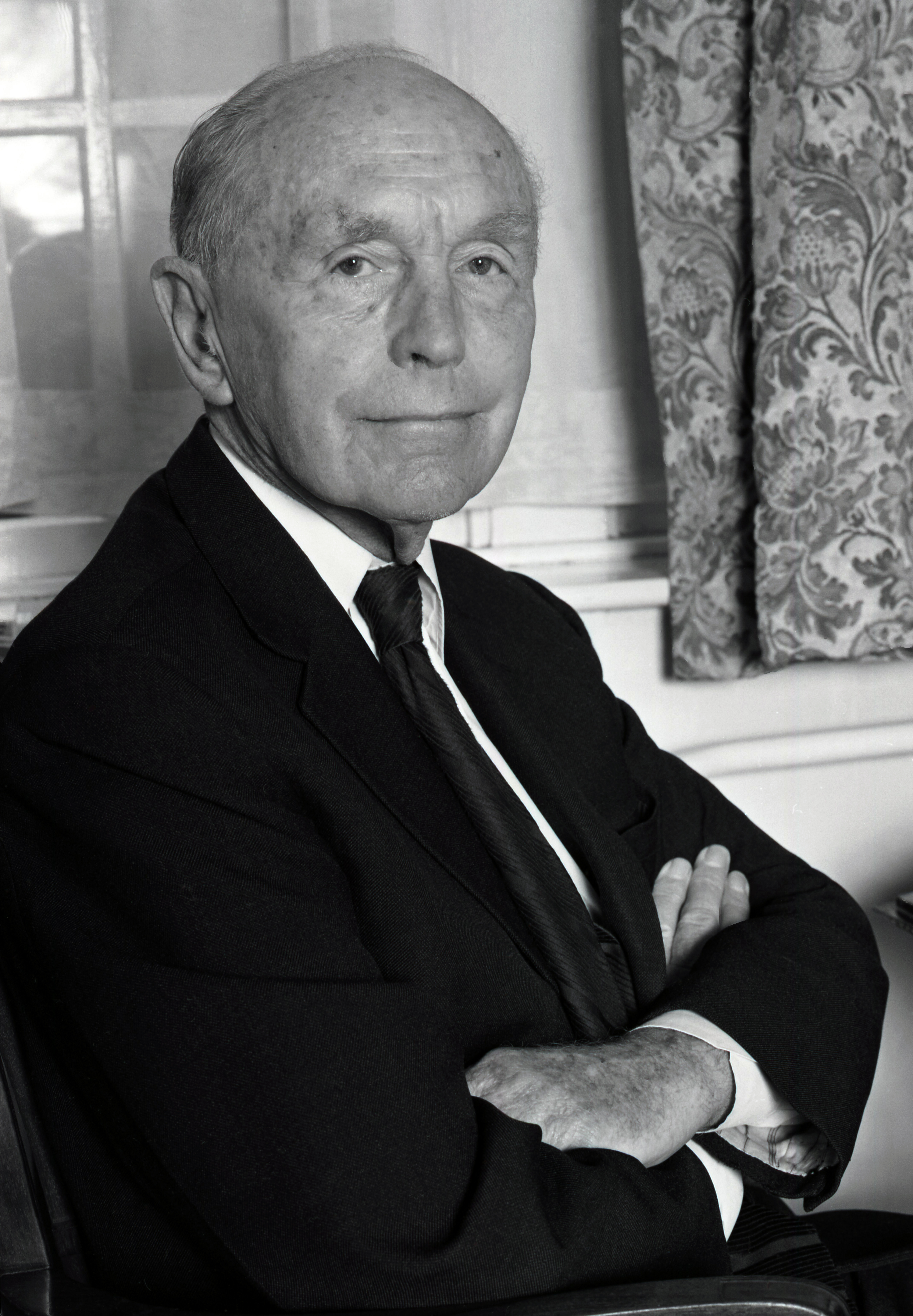
Alec Douglas-Home

Alec Guinness

- Alec Campbell, pornoattore australiano
- Alec Cheyne, calciatore e allenatore di calcio scozzese
- Alec Craig, attore britannico
- Alec Douglas-Home, politico britannico
- Alec Empire, musicista tedesco
- Alec Fila, trombettista statunitense
- Alec B. Francis, attore britannico
- Alec Greven, scrittore statunitense
- Alec Guinness, attore britannico
- Alec Issigonis, ingegnere britannico
- Alec Kessler, cestista statunitense
- Alec Lindsay, calciatore britannico
- Alec Ogletree, giocatore di football americano statunitense
- Alec M. Pridgeon, botanico britannico
- Alec Stock, calciatore e allenatore di calcio britannico
- Alec Su, cantante e attore taiwanese
- Alec John Such, bassista statunitense
- Alec Talbot, calciatore britannico

### Variante maschile Aleš
- Aleš Besta, calciatore ceco
- Aleš Čeh, calciatore sloveno
- Aleš Chvalovský, calciatore ceco

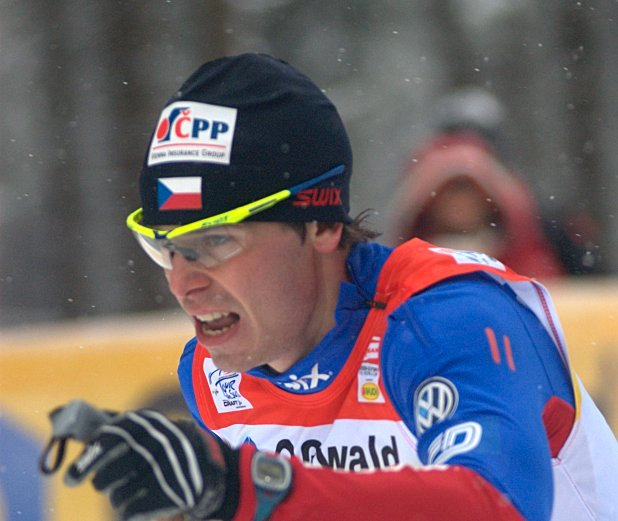
Aleš Razým

- Aleš Gorza, sciatore alpino sloveno
- Aleš Hlad, pilota motociclistico sloveno
- Aleš Hruška, calciatore ceco
- Aleš Jeseničnik, calciatore sloveno
- Aleš Kačičnik, calciatore sloveno
- Aleš Kořínek, calciatore ceco
- Aleš Križan, calciatore sloveno
- Aleš Kunc, cestista sloveno
- Aleš Loprais, pilota automobilistico ceco
- Aleš Luk, calciatore ceco
- Aleš Majer, calciatore sloveno
- Aleš Mejač, calciatore sloveno
- Aleš Mertelj, calciatore sloveno
- Aleš Neuwirth, calciatore ceco
- Aleš Pikl, calciatore ceco
- Aleš Pipan, allenatore di pallacanestro sloveno
- Aleš Razým, fondista ceco
- Aleš Škerle, calciatore ceco
- Aleš Urbánek, calciatore ceco

### Variante maschile Aleksa

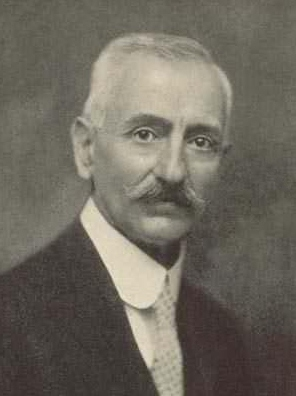
Aleksa Šantić

- Aleksa Gajić, fumettista, pittore e regista serbo
- Aleksa Popović, cestista montenegrino
- Aleksa Šantić, poeta serbo
- Aleksa Šaponjić, pallanuotista serbo
- Aleksa Simić, politico serbo

### Altre varianti maschili
- Àlex Corretja, tennista spagnolo
- Àlex Crivillé, pilota motociclistico spagnolo
- Olek Czyż, cestista polacco
- Olek Krupa, attore e regista polacco
- Aleks Marić, cestista australiano

### Femminile

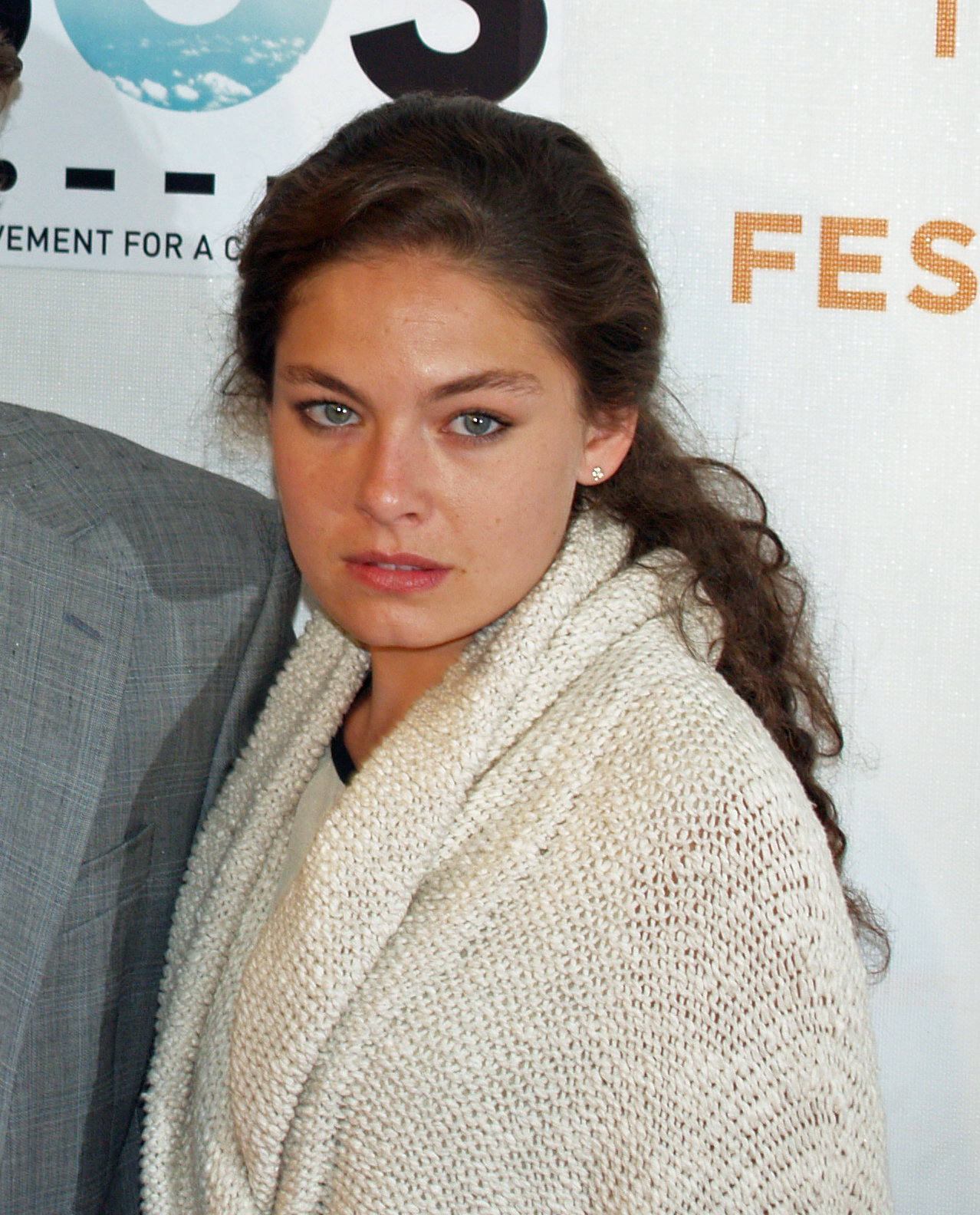
Alexa Davalos

- Alex Flinn, scrittrice statunitense
- Alex Gough, slittinista canadese
- Alex Gray, scrittrice e giornalista scozzese
- Alex McKenna, attrice statunitense
- Alex Morgan, calciatrice statunitense
- Alex Puccio, arrampicatrice statunitense

### Variante femminile Alexa
- Alexa Bliss, wrestler statunitense

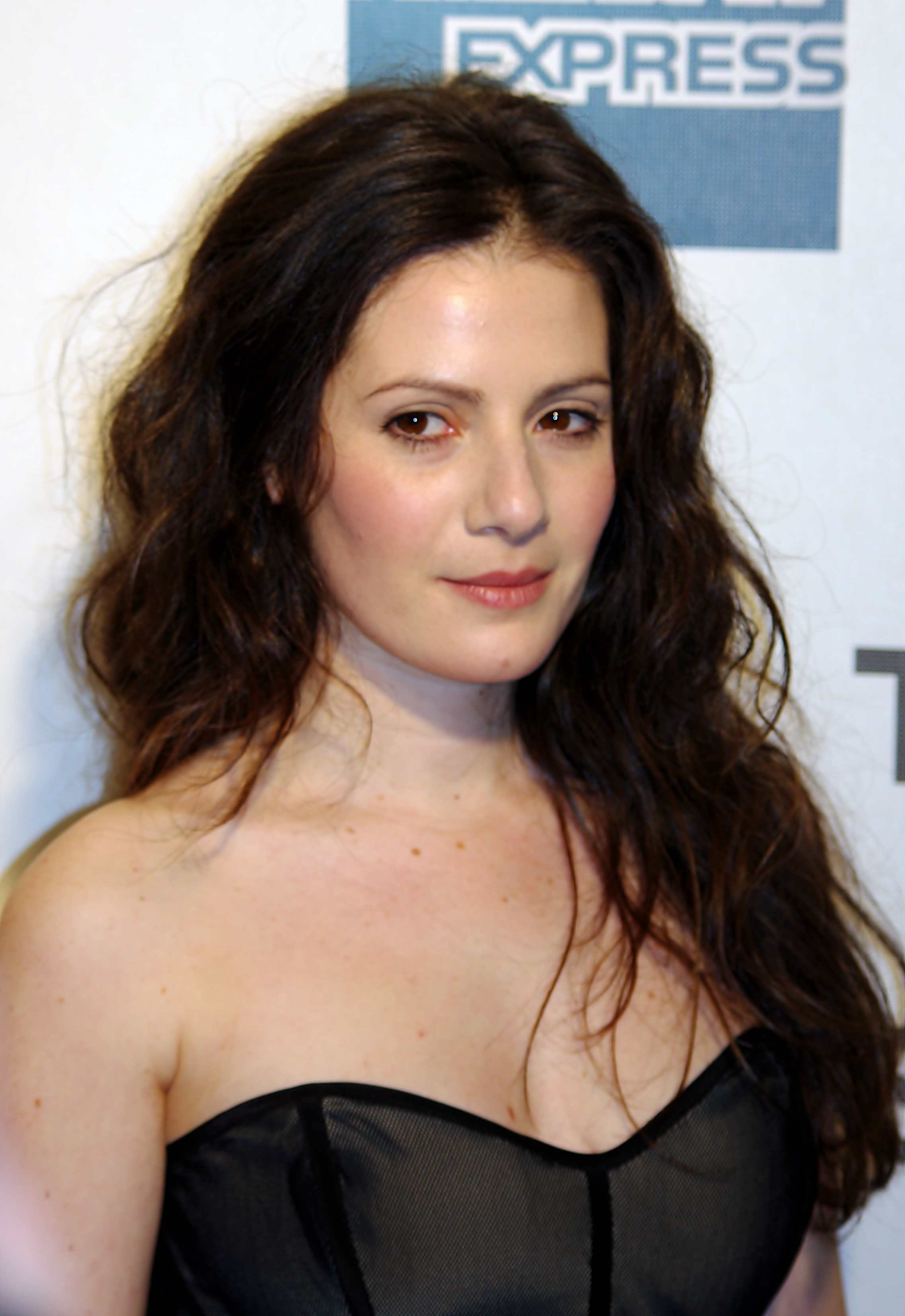
Aleksa Palladino

- Alexa Chung, modella e conduttrice televisiva britannica
- Alexa Davalos, attrice statunitense
- Alexa Glatch, tennista statunitense
- Alexa Nikolas, attrice statunitense
- Alexa Rae, pornoattrice statunitense
- Alexa Vega, attrice e cantante statunitense
- Alexa Wolf, giornalista e regista svedese

### Altre varianti femminili
- Aleksa Palladino, attrice e cantante statunitense

## Il nome nelle arti
- Alex è una delle protagoniste della serie animata franco-canadese Totally Spies! - Che magnifiche spie!.
- Alec è un personaggio della serie di romanzi e film Twilight, creata da Stephenie Meyer.
- Alex Costa è un personaggio della serie televisiva Camera Café.
- Alex DeLarge è il protagonista del film Arancia meccanica.
- Alec Freeman è un colonnello della serie di fantascienza UFO.
- Alessa Gillespie è un personaggio della serie di videogiochi Silent Hill.
- Alex Kidd è il protagonista di vari videogiochi (da Alex Kidd in Miracle World a Alex Kidd in Shinobi World) prodotti da SEGA principalmente per Sega Master System.
- Alex Murphy è il protagonista della serie cinematografica di RoboCop.
- Alex Summers, alias Havok, è un supereroe dei fumetti e film Marvel Comics.
- Alec Trevelyan è un personaggio del film del 1995 GoldenEye, diretto da Martin Campbell.
- Alyx Vance è un personaggio della serie di videogiochi Half-Life.